# Hugo Sällström
Hugo Sällström, född 15 december 1870 i Stockholm, död 19 februari 1951 i Stockholm, var en svensk seglare, som seglade för KSSS i Stockholm. Han blev olympisk silvermedaljör i Stockholm 1912.